# Mario Rubio Vázquez
Mario Lamberto Rubio Vázquez (28 november 1936) is een voormalig voetbalscheidsrechter uit Mexico, die onder meer actief was op het WK voetbal 1982 in Spanje. Daar leidde hij onder meer het immer beladen duel tussen Brazilië en Argentinië (3-1). Rubio Vázquez floot tevens twee  wedstrijden op de Olympische Spelen 1980 (Moskou, Sovjet-Unie). Hij zwaaide af in 1986 na dertig internationale wedstrijden en circa 1.500 duels in zijn vaderland.

## Interlands
| Datum      | Wedstrijd                 | Uitslag | Competitie        | Kreeg geel | Kreeg voor de tweede keer geel en dus rood | Weggestuurd |
| ---------- | ------------------------- | ------- | ----------------- | ---------- | ------------------------------------------ | ----------- |
| 01-08-1976 | El Salvador – Panama      | 4 – 1   | WK-kwalificatie   | ?          | ?                                          | ?           |
| 20-10-1976 | Verenigde Staten – Canada | 2 – 0   | WK-kwalificatie   | 3          | 0                                          | 0           |
| 22-02-1977 | Mexico – Hongarije        | 1 – 1   | Vriendschappelijk | ?          | ?                                          | ?           |
| 21-07-1980 | Joegoslavië – Finland     | 2 – 0   | Olympische Spelen | 0          | 0                                          | 0           |
| 21-07-1980 | Sovjet-Unie – Koeweit     | 2 – 1   | Olympische Spelen | 3          | 0                                          | 0           |
| 10-12-1980 | Costa Rica – El Salvador  | 0 – 0   | WK-kwalificatie   | 4          | 0                                          | 1           |
| 21-03-1981 | Irak – Saoedi-Arabië      | 0 – 1   | WK-kwalificatie   | 6          | ?                                          | 1           |
| 22-06-1982 | Polen – Peru              | 5 – 1   | WK-eindronde      | 1          | 0                                          | 0           |
| 02-07-1982 | Brazilië – Argentinië     | 3 – 1   | WK-eindronde      | 3          | 0                                          | 1           |